# Зелёный Клин (Харьковская область)
Зелёный Клин (укр. Зелений Клин; до 2016 г. Ле́нинское) — село, Новоалександровский сельский совет, Сахновщинский район, Харьковская область, Украина.
Код КОАТУУ — 6324884505. Население по переписи 2001 года составляет 58 (28/30 м/ж) человек.

## Географическое положение
Село Зелёный Клин находится на расстоянии в 1 км от реки Орель (правый берег).
Примыкает к селу Надеждино.

## История
- 1924 — дата основания.
- 2016 — село Ленинское переименовано в Зелёный Клин.